# 歸來穴
歸來穴是属于足陽明胃經的腧穴。

## 定位
臍中直下4寸（中極穴），旁開2寸。或天樞穴直下4寸。

## 主治
少腹疼痛、痛經、白帶、疝氣等。

## 操作
直刺0.8～1.2寸；可灸。